# Policzna (województwo mazowieckie)
Policzna – wieś w Polsce, położona w województwie mazowieckim, w powiecie zwoleńskim, w gminie Policzna. Ma status sołectwa. Leży przy drodze krajowej nr 79.
Wieś jest siedzibą gminy Policzna oraz rzymskokatolickiej parafii św. Stefana.
Prywatna wieś szlachecka, położona była w drugiej połowie XVI wieku w powiecie radomskim województwa sandomierskiego. W latach 1975–1998 miejscowość należała administracyjnie do województwa radomskiego.

## Części wsi
| SIMC    | Nazwa            | Rodzaj    |
| ------- | ---------------- | --------- |
| 1060725 | Bania            | część wsi |
| 1060814 | Folwark          | część wsi |
| 1058533 | Podsusze         | część wsi |
| 1058556 | Podzuchna        | część wsi |
| 0632007 | Podżebrak        | część wsi |
| 0632013 | Policzna-Kolonia | część wsi |
| 0632020 | Stara Wieś       | część wsi |
| 0632036 | Zakościół        | część wsi |

## Historia
W 1921 r. miejscowość liczyła ok. 564 mieszkańców.
12 czerwca 1943 policja niemiecka spacyfikowała wieś. Zamordowało 33 osoby.

## Zabytki

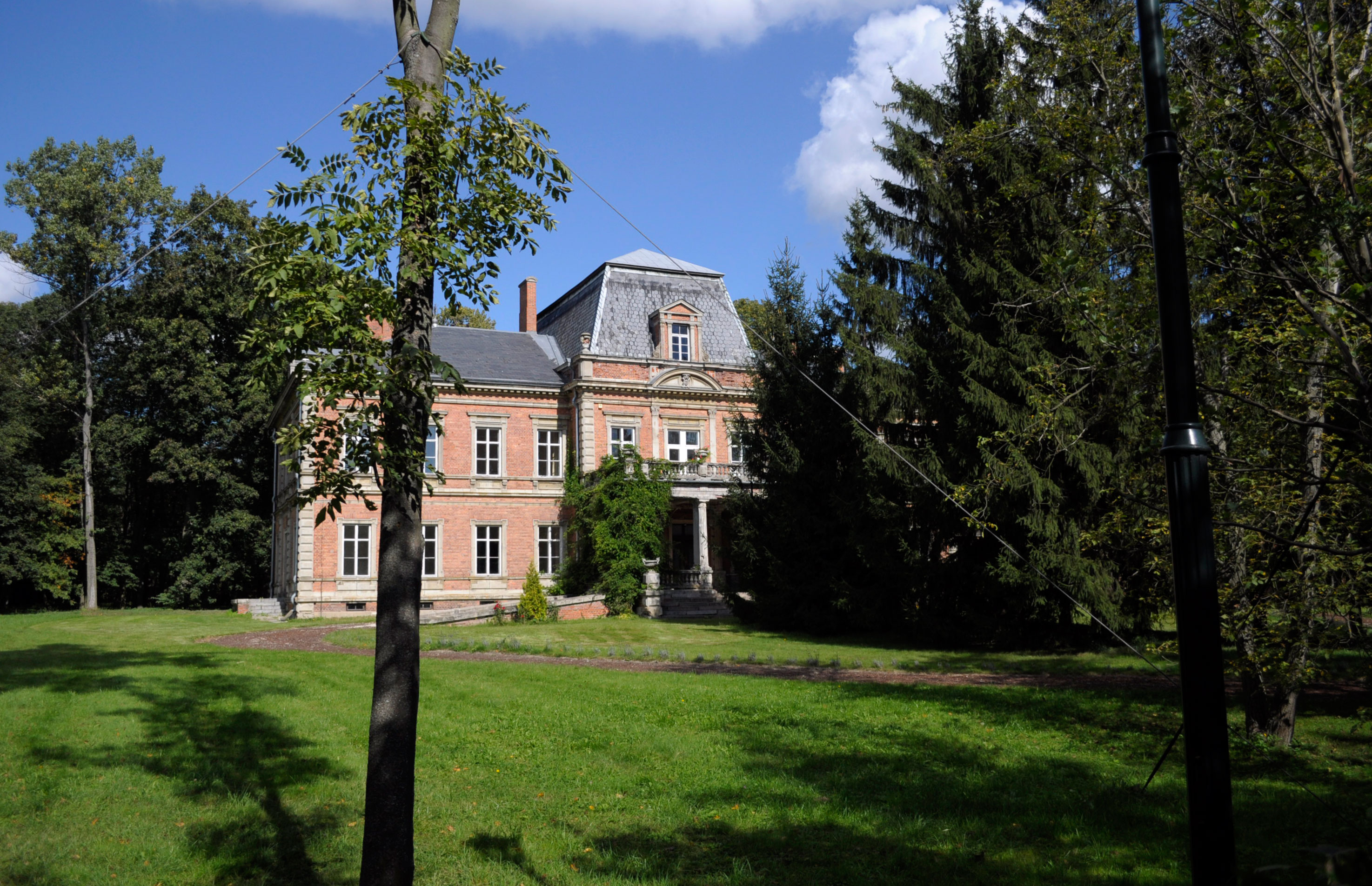
Policki pałac

W miejscowości znajduje się zabytkowy zespół pałacowy.

## Wspólnoty wyznaniowe
- Kościół rzymskokatolicki:
  - parafia św. Stefana
- Świadkowie Jehowy:
  - zbór[11]